# Jorge Pautasso
Jorge Remigio Pautasso (Rafaela, 13 de febrero de 1962) es un exfutbolista y entrenador argentino. 

## Trayectoria

### Como jugador
En su tiempo de jugador, comenzó su carrera en Primera División en el Club Atlético Newell's Old Boys en 1980, donde se desempeñó como defensor, siendo el decimoprimer jugador con más partidos jugados en la historia del club con 282. Allí logró un título profesionale de la máxima categoría del fútbol argentino, la temporada 1987-88 (bajo la dirección técnica de José Yudica), junto con grandes referentes del club rosarino tales como el "El Tata" Martino, Roberto Sensini, Scoponi, entre otros. En el año 1988 participa en el equipo que sale Subcampeón de la Copa Libertadores de América, donde pierde la final vs Nacional de Uruguay. Luego, tras quedar en el banco de suplentes, emigró al fútbol chileno. En 1991 fue fichado por Deportes Antofagasta. Un año más tarde, en 1992, fue integrante al plantel de Deportes Temuco. En 1993 es fichado por Estudiantes de San Luis donde jugó solo un año, Jorge vuelve a Rosario, para formar parte del equipo de Central Córdoba, de la misma ciudad, en 1994. Finalmente finaliza su carrera allí a fines del 1994, a sus 32 años.

### Como parte del Cuerpo Técnico
Luego de su retiro como jugador, volvió otra vez al club que lo vio nacer (Newell's Old Boys), pero esta vez para dirigir las inferiores del mismo, junto con Jorge Theiler, siendo Jorge Bernardo Griffa el coordinador general de las divisiones inferiores del club. En 1995, debutando como parte de un cuerpo técnico, dirigió la cuarta división de la Asociación Rosarina de Fútbol. A partir de 1996, dirigió la séptima, octava y luego novena divisíon de la Asociación de Fútbol Argentino.
En 1998, es llamado por Gerardo Martino, junto con Jorge Theiler, para participar en lo que sería el debut del "Tata" como entrenador en el cuerpo técnico de Brown de Arrecifes. A partir de este momento siempre siguió con Martino. Luego pasarían a ser parte del cuerpo técnico de Platense en 1999 y de Instituto de Córdoba en el año 2000.
En 2002 migran a Paraguay para dirigir el Club Libertad y serían campeones en el Torneo Apertura 2002, Torneo Clausura 2002, el Torneo Apertura 2003 y el Torneo Absoluto 2003.
A fines de 2003 fue contratado por Cerro Porteño, donde ganaría los torneos Apertura y Clausura 2004.
Vuelven a Argentina en 2005, para hacerse cargo del club Colón y un año más tarde retornarían a Paraguay, al Club Libertad, donde ganarían el Apertura y Clausura 2006 y alcanzando las semifinales de la Copa Libertadores de ese año.
Desde el año 2007 se hacen cargo de la Selección de fútbol de Paraguay; tras clasificar en las eliminatorias sudamericanas, dicha selección clasificaría primera en el Grupo F en la Copa Mundial de Fútbol 2010. Luego fue eliminada por (el más tarde campeón) España, en la etapa de cuartos de final, siendo esta la primera vez en la historia de Paraguay en alcanzar dicha instancia. En el año 2011 llegan a la final de la Copa América, edición que se realizó en Argentina.
En el año 2012, acompañó al Tata en su vuelta a Newell's para dirigir el equipo y donde luego se consagraran campeones del Torneo Final 2013. En esa misma temporada alcanzaron la semifinal de la Copa Libertadores.
En julio de 2013, son contratados por el F. C. Barcelona. A su llegada consiguen ganar la Supercopa de España al vencer al Atlético de Madrid. Juegan la final de la Copa del Rey versus el Real Madrid y quedan en el segundo lugar de la liga 2013/2014 detrás del Atlético Madrid.
Entre el año 2014 y 2016 se desempeñó como segundo entrenador de la Selección Argentina de Fútbol. En la Copa América de 2015 (realizada en Chile) llegan a la final contra el local. Al año siguiente en la Copa América Centenario (en Estados Unidos) también llegan a la misma instancia.
En el 2017, se une como segundo entrenador del cuerpo técnico de Héctor Cárdenas en el Club Deportivo Cali, club de fútbol profesional colombiano. Llegan a la final de la Liga Águila I y a la semifinal de la Copa Colombia.

### Como Director Técnico
EL 26 de diciembre del 2018 es oficializado como nuevo director técnico de FBC Melgar de Perú por todo el 2019 para afrontar la Liga 1 y la  Copa Libertadores. Siendo su primera etapa como director técnico.
El 21 de mayo del 2019 se hace oficial su renuncia tras haber sufrido una derrota escandalosa en la Copa Sudamericana.

## Clubes

### Como jugador
| Club                    | País      | Año       |
| ----------------------- | --------- | --------- |
| Newell's Old Boys       | Argentina | 1980-1990 |
| Deportes Antofagasta    | Chile     | 1991      |
| Deportes Temuco         | Chile     | 1992      |
| Estudiantes de San Luis | Argentina | 1993      |
| Central Córdoba         | Argentina | 1994      |

### Como Parte del Cuerpo Técnico
| Club                         | País      | Año       |
| ---------------------------- | --------- | --------- |
| Almirante Brown de Arrecifes | Argentina | 1998      |
| Platense                     | Argentina | 1999      |
| Instituto de Córdoba         | Argentina | 2000-2001 |
| Libertad                     | Paraguay  | 2002-2003 |
| Cerro Porteño                | Paraguay  | 2003-2004 |
| Colón                        | Argentina | 2005      |
| Libertad                     | Paraguay  | 2005-2006 |
| Selección de Paraguay        | Paraguay  | 2007-2011 |
| Newell's Old Boys            | Argentina | 2012-2013 |
| Barcelona                    | España    | 2013-2014 |
| Selección Argentina          | Argentina | 2014-2016 |
| Deportivo Cali               | Colombia  | 2017-2018 |
| FC Juárez                    | México    | 2020      |

### Como Director Técnico
| Club               | País | Año  |
| ------------------ | ---- | ---- |
| FBC Melgar         | Perú | 2019 |
| Carlos A. Mannucci | Perú | 2022 |

### Estadísticas
| Equipo                           | Torneo                 | Estadísticas | Estadísticas | Estadísticas | Estadísticas | Estadísticas | Estadísticas | Estadísticas | Estadísticas |
| Equipo                           | Torneo                 | PD           | G            | E            | P            | GF           | GC           | DG           | EFECT        |
| -------------------------------- | ---------------------- | ------------ | ------------ | ------------ | ------------ | ------------ | ------------ | ------------ | ------------ |
| Almirante Brown (A) Argentina    | 1998/99                | 32           | 13           | 6            | 13           | 44           | 43           | +1           |              |
| Almirante Brown (A) Argentina    | Total                  | 32           | 13           | 6            | 13           | 44           | 43           | +1           |              |
| Platense Argentina               | 1998/99                | 19           | 4            | 5            | 10           | 16           | 30           | -14          |              |
| Platense Argentina               | Total                  | 19           | 4            | 5            | 10           | 16           | 30           | -14          |              |
| Instituto Argentina              | 2000/01                | 42           | 24           | 11           | 7            | 86           | 36           | +50          |              |
| Instituto Argentina              | Total                  | 42           | 24           | 11           | 7            | 86           | 36           | +50          |              |
| Libertad Paraguay                | 2002                   | 33           | 18           | 6            | 9            | 68           | 42           | +26          |              |
| Libertad Paraguay                | Sudamericana 2002      | 4            | 2            | 1            | 1            | 4            | 3            | +1           |              |
| Libertad Paraguay                | 2003                   | 32           | 17           | 12           | 3            | 48           | 23           | +25          |              |
| Libertad Paraguay                | Sudamericana 2003      | 6            | 3            | 0            | 3            | 5            | 6            | -1           |              |
| Libertad Paraguay                | Libertadores 2003      | 6            | 2            | 1            | 3            | 9            | 9            | 0            |              |
| Libertad Paraguay                | Total                  | 81           | 42           | 20           | 19           | 134          | 83           | +51          |              |
| Cerro Porteño Paraguay           | 2004                   | 40           | 27           | 7            | 6            | 70           | 29           | +41          |              |
| Cerro Porteño Paraguay           | Sudamericana 2004      | 6            | 2            | 3            | 1            | 8            | 5            | +3           |              |
| Cerro Porteño Paraguay           | Total                  | 46           | 29           | 10           | 7            | 78           | 34           | +44          |              |
| Colón Argentina                  | 2004/05                | 15           | 6            | 7            | 2            | 26           | 14           | +12          |              |
| Colón Argentina                  | 2005/06                | 6            | 1            | 1            | 4            | 9            | 14           | -5           |              |
| Colón Argentina                  | Total                  | 21           | 7            | 8            | 6            | 35           | 28           | +7           |              |
| Libertad Paraguay                | 2006                   | 42           | 26           | 9            | 7            | 79           | 41           | +38          |              |
| Libertad Paraguay                | Sudamericana 2006      | 4            | 2            | 0            | 2            | 6            | 5            | +1           |              |
| Libertad Paraguay                | Libertadores 2006      | 12           | 4            | 6            | 2            | 13           | 8            | +5           |              |
| Libertad Paraguay                | Total                  | 75           | 39           | 19           | 17           | 131          | 79           | +52          |              |
| Libertad Paraguay                | Total en Libertad      | 156          | 81           | 39           | 36           | 265          | 162          | +103         |              |
| Selección de Paraguay Paraguay   | Amistosos              | 38           | 11           | 13           | 14           | 37           | 36           | +1           |              |
| Selección de Paraguay Paraguay   | Copa América 2007      | 4            | 2            | 0            | 2            | 8            | 8            | 0            |              |
| Selección de Paraguay Paraguay   | Eliminatoria 2010      | 18           | 10           | 3            | 5            | 24           | 16           | +8           |              |
| Selección de Paraguay Paraguay   | Copa Mundial 2010      | 5            | 1            | 3            | 1            | 3            | 2            | +1           |              |
| Selección de Paraguay Paraguay   | Copa América 2011      | 6            | 0            | 5            | 1            | 5            | 8            | -3           |              |
| Selección de Paraguay Paraguay   | Total                  | 71           | 24           | 24           | 23           | 77           | 70           | +7           |              |
| Newell's Old Boys Argentina      | 2011/12                | 19           | 9            | 5            | 5            | 26           | 19           | +7           |              |
| Newell's Old Boys Argentina      | 2012/13                | 38           | 21           | 11           | 6            | 63           | 32           | +31          |              |
| Newell's Old Boys Argentina      | Argentina 2012/13      | 2            | 1            | 0            | 1            | 2            | 2            | 0            |              |
| Newell's Old Boys Argentina      | Libertadores 2013      | 12           | 5            | 2            | 5            | 15           | 14           | +1           |              |
| Newell's Old Boys Argentina      | Total                  | 71           | 36           | 18           | 17           | 106          | 67           | +39          |              |
| FC Barcelona · España            | Liga BBVA 2013/14      | 38           | 27           | 6            | 5            | 100          | 33           | +67          |              |
| FC Barcelona · España            | Supercopa de España    | 2            | 0            | 2            | 0            | 1            | 1            | 0            |              |
| FC Barcelona · España            | Copa del Rey           | 9            | 7            | 1            | 1            | 26           | 6            | +20          |              |
| FC Barcelona · España            | UEFA Champions League  | 10           | 6            | 2            | 2            | 21           | 8            | +13          |              |
| FC Barcelona · España            | Total                  | 59           | 40           | 11           | 8            | 148          | 48           | +100         |              |
| Selección de Argentina Argentina | Amistosos              | 11           | 8            | 1            | 2            | 32           | 9            | +23          |              |
| Selección de Argentina Argentina | Copa América 2015      | 6            | 3            | 3            | 0            | 10           | 3            | +7           |              |
| Selección de Argentina Argentina | Eliminatoria 2018      | 6            | 3            | 2            | 1            | 6            | 4            | +2           |              |
| Selección de Argentina Argentina | Copa América 2016      | 6            | 5            | 1            | 0            | 18           | 2            | +16          |              |
| Selección de Argentina Argentina | Total                  | 29           | 19           | 7            | 3            | 66           | 18           | +48          |              |
| FBC Melgar · Perú                | Liga 1 2019            | 14           | 5            | 2            | 7            | 17           | 20           | -3           | 40,48%       |
| FBC Melgar · Perú                | Copa Libertadores 2019 | 10           | 4            | 2            | 4            | 6            | 11           | -5           | 46,67%       |
| FBC Melgar · Perú                | Copa Sudamericana 2019 | 1            | 0            | 0            | 1            | 0            | 6            | -6           | 0%           |
| FBC Melgar · Perú                | Copa Bicentenario      | 0            | 0            | 0            | 0            | 0            | 0            | +0           | 0%           |
| FBC Melgar · Perú                | Total                  | 25           | 9            | 4            | 12           | 23           | 37           | -14          | 41,33%       |

### Participaciones destacadas en Copa Libertadores
| Copa Libertadores      | Club              | Resultado |
| ---------------------- | ----------------- | --------- |
| Copa Libertadores 2006 | Libertad          | Semifinal |
| Copa Libertadores 2013 | Newell's Old Boys | Semifinal |

### Participaciones en Copas del Mundo
| Mundial                        | Selección | Sede      | Resultado        |
| ------------------------------ | --------- | --------- | ---------------- |
| Copa Mundial de Fútbol de 2010 | Paraguay  | Sudáfrica | Cuartos de final |

### Participaciones en Copas América
| Copa              | Selección | Sede           | Resultado        |
| ----------------- | --------- | -------------- | ---------------- |
| Copa América 2007 | Paraguay  | Venezuela      | Cuartos de final |
| Copa América 2011 | Paraguay  | Argentina      | Subcampeón       |
| Copa América 2015 | Argentina | Chile          | Subcampeón       |
| Copa América 2016 | Argentina | Estados Unidos | Subcampeón       |

## Palmarés

### Como jugador
| Título             | Club              | País      |
| ------------------ | ----------------- | --------- |
| Campeonato 1987-88 | Newell's Old Boys | Argentina |

### Como Asistente Técnico
| Título                | Club              | País      |
| --------------------- | ----------------- | --------- |
| Apertura 2002         | Libertad          | Paraguay  |
| Clausura 2002         | Libertad          | Paraguay  |
| Apertura 2003         | Libertad          | Paraguay  |
| Torneo Absoluto 2003  | Libertad          | Paraguay  |
| Apertura 2004         | Cerro Porteño     | Paraguay  |
| Clausura 2004         | Cerro Porteño     | Paraguay  |
| Apertura 2006         | Libertad          | Paraguay  |
| Clausura 2006         | Libertad          | Paraguay  |
| Torneo Final 2013     | Newell's Old Boys | Argentina |
| Supercopa España 2013 | FC Barcelona      | España    |